# Antoine Beaudemoulin
Antoine Beaudemoulin (3 avril 1857 à Limoges - 12 mars 1927) est un général de division français. Issu de la cavalerie, il est notamment secrétaire général de la Présidence et chef de la Maison militaire du président de la République. 
Il commande ensuite une division pendant la Première Guerre mondiale.

## Biographie
Antoine Beaudemoulin naît à Limoges, dans un milieu de la classe moyenne provinciale.

### Carrière militaire
Le 20 octobre 1877, il entre comme élève à l'École militaire de Saint-Cyr. Il est nommé sous-lieutenant le 1er octobre 1879. Il choisit la cavalerie et rejoint le 4e régiment de chasseurs d'Afrique (4e RCA) le 2 septembre 1880. Il participe à la campagne de 1881 dans le Sud Oranais ainsi qu'à celle de 1882 en Tunisie. Lieutenant le 10 février 1883, il sert au 1er régiment de spahis, à l'escadron du Sénégal (Spahis sénégalais) puis au 1er RCA.
Le 13 juillet 1888, il devient instructeur au 2e RCA à Saumur, lieutenant jusqu'au 30 octobre 1888 puis capitaine. Il rejoint le 10e régiment de dragons à Montauban le 19 avril 1889, d'abord comme capitaine instructeur puis comme capitaine commandant un escadron le 22 mars 1893.
Le 6 avril 1896, il devient instructeur à l'École d'application de la cavalerie. Le 12 juillet 1899, il est nommé chef d'escadrons, d'abord au 5e dragons puis le 30 décembre 1901 au 16e dragons. Il est nommé lieutenant-colonel au 23e dragons le 31 décembre 1903. Il prend le commandement du 16e dragons de Reims le 23 mars 1907, avec le grade de colonel.
Le 23 mars 1911, il est promu général de brigade et affecté à Épernay à tête de la 7e brigade de dragons (3e division de cavalerie).

### Auprès du Président

Le général Beaudemoulin (gauche) avec le président Poincaré (en chapeau) et le roi d'Espagne Alphonse XIII en 1913.

Très bien noté par ses supérieurs, il est choisi le 18 février 1913 par le président de la République française Raymond Poincaré comme chef de la maison militaire du président de la République et secrétaire général de la Présidence.

### Première Guerre mondiale
À la mobilisation, en août 1914, le président doit se séparer des officiers d'active attachés à son service. Le général Beaudemoulin est remplacé par le général Paul-Louis Duparge, également cavalier. Beaudemoulin est nommé le 9 août 1914 inspecteur général de la cavalerie du camp retranché de Paris. Il est placé à la tête d'une division provisoire de cavalerie le 21 septembre, constituée de la brigade de cavalerie Gillet, du 81e régiment d'infanterie territoriale, d'un groupe de l'artillerie divisionnaire de la 88e DT, un régiment provisoire de cavalerie et deux escadrons de spahis. Cette division soutient le corps de cavalerie Buisson lors des combats devant Péronne.
Le 11 octobre 1914[réf. souhaitée], il est nommé adjoint au commandant de la région du Nord. Son action à cette responsabilité est jugée « remarquable ».
Placé en disponibilité le 19 juin 1915, il est nommé le 14 juillet commandant de la 103e division d'infanterie territoriale jusqu'au 8 mars 1916 puis commandant de la 101e division d'infanterie territoriale du 19 mai au 26 novembre 1916[réf. souhaitée].
Le 28 janvier 1917, il reçoit le commandement de la 157e division d'infanterie jusqu'au 4 mai 1918[réf. souhaitée].
Blessé de guerre, il est placé par anticipation dans la section de réserve le 10 mai 1918. Il est néanmoins du 6 mai au 29 décembre 1918 major supérieur des camps et cantonnements de la direction des étapes du groupe d'armées du Nord[réf. souhaitée].

## Décorations
- Légion d'honneur : Chevalier (09/07/95), Officier (11/07/12), Commandeur (01/04/17)[3].
- Croix de guerre 1914-1918 (1915)
- Médaille interalliée 1914-1918
- Médaille commémorative de la guerre 1914-1918
- Officier du Nichan Iftikhar (Tunisie)[6]